# A-404
La A-404 es una carretera autonómica andaluza que une las poblaciones de Coín y Churriana, ambas en la provincia de Málaga. Transcurre en su totalidad por suelo de dicha provincia.
La A-404 comienza en su enlace con la autonómica A-355 (Cártama-Marbella) a la altura de Coín y finaliza en su enlace con la autovía urbana MA-21 (antigua N-340, Carretera de Cádiz o Avenida de Velázquez) a la altura de Churriana. A lo largo de su trayecto discurre al norte de los núcleos de población de Alhaurín el Grande, Pinos de Alhaurín, Alhaurín de la Torre y Los Tomillares. Así mismo, será cruzada por la futura Hiperronda (variante noroeste de la actual A-7) al norte de Churriana.

## Tramos
| Denominación | Tramo                                                                   | Año servicio / Estado (2025)                           | km  |
| ------------ | ----------------------------------------------------------------------- | ------------------------------------------------------ | --- |
| A-404        | Churriana-Buenavista                                                    | ¿Años 90?                                              | 2,8 |
|              | Buenavista-Alhaurín de la Torre (pkm 24,6)                              | Pendiente de estudio informativo                       | 3,2 |
|              | Variante de Alhaurín de la Torre Subtramo: pkm 24,6 - pkm 22,3          | Proyecto licitado (pendiente adjudicación de proyecto) | 2,3 |
|              | Variante de Alhaurín de la Torre Subtramo: pkm 22,3 - Pinos de Alhaurín | Pendiente de estudio informativo                       | 4,2 |